# Torsten Wiesel
Torsten Nils Wiesel (Uppsala, 3 giugno 1924) è un medico e neuroscienziato svedese, premio Nobel per la medicina per gli studi compiuti insieme a Roger Sperry per le loro scoperte sul sistema nervoso legato alla vista.
Il premio Nobel per la medicina è stato attribuito per le scoperte fondamentali sul funzionamento della corteccia visiva primaria (o V1 o area 17 di Broadman) insieme a David Hubel.
È presidente emerito della Rockefeller University (New York) e membro del senato accademico della University of the People (California).

## Biografia
Wiesel è nato a Uppsala, in Svezia, nel 1924, il più giovane di cinque figli. Nel 1947 iniziò la sua carriera scientifica nel laboratorio di Carl Gustaf Bernhard presso l'Istituto Karolinska, dove conseguì la laurea in medicina nel 1954. In seguito insegnò nel dipartimento di fisiologia dell'Istituto e lavorò nell'unità di psichiatria infantile dell'ospedale Karolinska. Nel 1955 si trasferì negli Stati Uniti per lavorare alla Johns Hopkins School of Medicine sotto Stephen Kuffler. Wiesel iniziò con una borsa di studio in oftalmologia e nel 1958 divenne professore assistente. Nello stesso anno incontrò David Hubel, iniziando una collaborazione che durerà oltre vent'anni. 
Nel 1959 Wiesel e Hubel si trasferirono all'Università di Harvard. Divenne docente di farmacologia presso la Harvard Medical School, iniziando una carriera di 24 anni con l'università. Divenne professore nel nuovo dipartimento di neurobiologia nel 1968 e suo presidente nel 1971.
Nel 1983, Wiesel entrò a far parte della facoltà della Rockefeller University come professore Vincent e Brooke Astor e capo del Laboratorio di Neurobiologia. È stato presidente dell'università dal 1991 al 1998. Alla Rockefeller University rimane il direttore dello Shelby White e Leon Levy Center for Mind, Brain and Behavior.
Dal 2000 al 2009, Wiesel è stato segretario generale del programma scientifico Human Frontier, un'organizzazione con sede a Strasburgo, in Francia, che sostiene la collaborazione internazionale e interdisciplinare tra ricercatori nel campo delle scienze della vita. Wiesel ha anche presieduto il comitato consultivo scientifico dell'Istituto nazionale cinese di scienze biologiche (NIBS) a Pechino e co-presiede il consiglio dei governatori dell'Okinawa Institute of Science and Technology (OIST). È anche membro del consiglio di amministrazione del Pew Center on Global Climate Change, dell'Hospital for Special Surgery e membro del comitato consultivo dell'European Brain Research Institute (EBRI).
Wiesel è stato presidente del consiglio di amministrazione dell'Aaron Diamond AIDS Research Center (1995–2001), presidente della Society for Neuroscience (1978–1979) e dell'International Brain Research Organization (1998–2004). È stato presidente del consiglio dei governatori della New York Academy of Sciences (2001-2006) e presidente e direttore ad interim dell'Accademia nel 2001-2002.

## Ricerca
Gli esperimenti di Hubel e Wiesel hanno ampliato notevolmente la conoscenza scientifica dell'elaborazione sensoriale. In un esperimento, condotto nel 1959, inserirono un microelettrodo nella corteccia visiva primaria di un gatto anestetizzato. Hanno quindi proiettato schemi di luce e buio su uno schermo davanti al gatto. Hanno scoperto che alcuni neuroni si attivavano rapidamente quando venivano presentati con linee ad un angolo, mentre altri rispondevano meglio ad un altro angolo. Chiamarono questi neuroni “cellule semplici”. Altri neuroni ancora, che chiamavano “cellule complesse”, rispondevano meglio a linee di un certo angolo che si muovevano in una direzione. Questi studi hanno mostrato come il sistema visivo costruisce un'immagine da stimoli semplici a rappresentazioni più complesse.
Hubel e Wiesel furono insigniti del Premio Nobel nel 1981 per il loro lavoro sulle colonne della dominanza oculare negli anni '60 e '70. Privando i gattini dell'uso di un occhio, hanno dimostrato che le colonne nella corteccia visiva primaria che ricevevano input dall'altro occhio occupavano le aree che normalmente avrebbero ricevuto input dall'occhio privato. Inoltre, questi gattini non sviluppavano aree che ricevevano input da entrambi gli occhi, una caratteristica necessaria per la visione binoculare. Gli esperimenti di Hubel e Wiesel hanno dimostrato che la dominanza oculare si sviluppa in modo irreversibile all'inizio dello sviluppo infantile. Questi studi hanno aperto la porta alla comprensione e al trattamento della cataratta e dello strabismo infantile. Erano importanti anche nello studio della plasticità corticale.

## Vita privata
Wiesel si è sposato con Lizette Mususa Reyes (m. 2008). È stato anche sposato con Teeri Stenhammar dal 1956 al 1970, con Ann Yee dal 1973 al 1981, e con l'editrice Jean Stein dal 1995 al 2007. Sua figlia Sara Elisabeth è nata nel 1975.

### Diritti umani
Wiesel ha svolto molto lavoro come difensore dei diritti umani a livello mondiale. Per 10 anni (1994-2004) è stato presidente del Comitato per i diritti umani delle Accademie nazionali delle scienze negli Stati Uniti e della Rete internazionale di accademie e società accademiche per i diritti umani. Nel 2005 gli è stata assegnata la medaglia David Rall dall'Istituto di Medicina, in riconoscimento di questo importante lavoro. Nel 2009, Wiesel è stato insignito della medaglia dell'Ordine del Sol Levante del Gran Cordone in Giappone.
È membro fondatore della Israeli-Palestinian Science Organization, un'organizzazione non governativa senza scopo di lucro fondata nel 2004 per sostenere la ricerca collaborativa tra scienziati in Israele e Palestina.

## Premi e riconoscimenti
Wiesel è membro dell'Accademia reale svedese delle scienze, dell'Accademia serba delle scienze e delle arti, e membro straniero dell'Accademia nazionale delle scienze indiana. 
Questi i premi e riconoscimenti:
- Laurea honoris causa, Università di Pavia nel 2006.
- Ordine del Sol Levante, Grand Cordon, 2009 (Giappone).[14]
- Dottorato onorario in Scienze, Università della Cambogia nel 2010.[15]
- Laurea honoris causa, Università di Ancona nel 1982
- Premio Nobel per la Fisiologia e la Medicina nel 1981.[2]
- Premio Louisa Gross Horwitz della Columbia University nel 1978
- Eletto membro dell'American Academy of Arts and Sciences nel 1967.[16]
- Premio Dr. Jules C. Stein[11] nel 1971
- Medaglia Ferrier e conferenza della Royal Society nel 1971
- Premio Lewis S. Rosenstiel[11] nel 1972
- Premio Freidenwald[11] nel 1975
- Premio Karl Spencer Lashley[11] nel 1977
- Premio Ledlie[11] nel 1980
- Eletto membro dell'Accademia nazionale delle scienze degli Stati Uniti nel 1980.[17]
- Eletto membro dell'American Philosophical Society nel 1982.[18]
- Eletto membro straniero della Royal Society (ForMemRS) nel 1982.[19][20]
- Premio WH Helmerich III[11] nel 1989
- Premio Ralph W. Gerard in Neuroscienze nel 1993
- Premio Helen Keller per la ricerca sulla vista[11] nel 1996
- Premio presidenziale[11] nel 1998
- Medaglia David Rall nel 2005.[21]
- Medaglia nazionale della scienza nel 2005 (USA).
- Medaglia di eccellenza del MD Marshall M. Parks nel 2007.[11]

- Nel 2001, Wiesel è stato nominato in un comitato consultivo presso il National Institutes of Health per fornire consulenza sull'assistenza alla ricerca nei paesi in via di sviluppo. Il repubblicano Tommy Thompson, che all'epoca era ministro della sanità e dei servizi umani, rifiutò Wiesel. Oltre a Wiesel, l'ufficio di Thompson rifiutò altre 18 candidature (su 26) e in cambio raccomandò altri scienziati che Gerald Keusch descrisse in un'intervista come "pesi leggeri" senza "nessuna credibilità scientifica". Quando il nome di Wiesel fu rifiutato, un funzionario dell'ufficio di Thompson disse a Keusch che Wiesel aveva "firmato troppe lettere a tutta pagina sul New York Times critiche nei confronti del presidente Bush". Questo incidente è stato citato dal gruppo di difesa Union of Concerned Scientists come parte di un rapporto che dettagliava le loro accuse di abuso della scienza sotto l'amministrazione del presidente George W. Bush.[22][23]
- Wiesel è stato tra gli otto destinatari nel 2005 della Medaglia Nazionale della Scienza.[24] Nel 2006 gli è stata assegnata la medaglia d'oro Ramon Y Cajal dal Consiglio nazionale delle ricerche spagnolo (CSIC - Consejo Superior de Investigaciones Cientificas). Nel 2007, sia Wiesel che Hubel hanno ricevuto la medaglia Marshall M. Parks, MD dalla Children's Eye Foundation.